# Chivy-lès-Étouvelles

Chivy-lès-Étouvelles este o comună în departamentul Aisne din nordul Franței. În 1 ianuarie 2022 avea o populație de 488 de locuitori.